# Paul-Joseph Barthez
Pour les articles homonymes, voir Barthez.
Paul-Joseph Barthez, né le 11 décembre 1734 à Montpellier, mort à Paris le 15 octobre 1806, est un médecin et encyclopédiste français.

## Biographie
Fils de l’ingénieur des ponts et chaussées Barthez de Marmorières, Barthez fait ses études auprès dans les collèges Des doctrinaires, d'abord à Narbonne et au collège de l'Esquile à Toulouse, puis à l'université de Montpellier où il est reçu docteur en médecine à l’âge de vingt ans.
Venu à Paris, où Falconet le mit en rapport avec l’abbé Barthélémy, le président Hénault, Mairan, d'Alembert avec qui il se lie. Il devient l’un des contributeurs à l’Encyclopédie ou Dictionnaire raisonné des sciences, des arts et des métiers, pour laquelle il rédige 15 articles sur la médecine et l’anatomie, et 7 sur des sujets divers, comme Faune, Femme, ou Haute-contre.
En 1756, il fut nommé médecin militaire et employé en cette qualité à Coutances. Il mit à profit cette occasion pour observer avec soin l’épidémie qui frappa le camp de Granville et la décrivit dans un mémoire imprimé dans le recueil de l’Académie des sciences. De retour à Paris en 1757, il devint censeur royal, et l’un des collaborateurs du Journal des Savants et de l’Encyclopédie méthodique.
Deux années plus tard, il concourut pour une place vacante à la faculté de médecine de Montpellier et parvint, non sans obstacles, à l’emporter sur ses concurrents. Il brilla d’un plus grand éclat dans la carrière de l’enseignement ; ses succès comme professeur donnèrent un nouveau lustre à l’école de médecine de Montpellier. Barthez fut nommé en 1773 coadjuteur et survivancier du chancelier de la faculté Jean-François Imbert, auquel il succèdera à sa mort en 1785 dans la chaire d'anatomie et de botanique. Il commença, dès cette époque, à jeter les fondements de la grande réputation dont il a joui comme médecin praticien, tout en entreprenant parallèlement des études juridiques à la faculté de droit (doctorat en 1780).
Il était avec Théophile de Bordeu, le fondateur de l'école vitaliste, également appelé la doctrine médicale de l'École de Montpellier.
La même année vit naître le germe de la méthode philosophique qu’il développa, six années plus tard, dans ses Nouveaux éléments de la science de l’homme. L’immense célébrité qu’il devait à ses connaissances médicales lui fit ambitionner d’autres succès. Il étudia la législation, fut reçu docteur en droit en 1780, et acquit une charge de conseiller à la cour des aides de Montpellier. Barthez ne retira pas de ses études et de son argent les bénéfices qu’il en attendait : la hauteur et la violence de son caractère, l’excessive irritabilité de son amour-propre fatiguèrent ses collègues, qui lui suscitèrent des querelles et des désagréments de toute espèce, par suite desquels il se détermina à quitter Montpellier et à venir s’établir à Paris en 1780.
De grands succès l’attendaient dans la capitale : il est nommé médecin consultant du roi, premier médecin du duc d’Orléans, en 1781, et conseiller d’État. Devenu associé libre de l’Académie royale des sciences en 1785, il sera médecin du Premier Consul en 1801.
La plupart des sociétés savantes de l’Europe inscrivirent son nom sur la liste de leurs membres; il entra au conseil d’État, et était consulté de toutes les parties de l’Europe. À la Révolution, il perdit ses places et ses titres, et se retira dans le Languedoc, où il se livra à des travaux scientifiques. Lors de la réorganisation des écoles de médecine, il fut nommé professeur honoraire de la faculté de Montpellier, et prononça un discours remarquable pour l’inauguration du buste d’Hippocrate, donné par le gouvernement. Il mourut quelque temps après, de la gravelle.
À une étude profonde du corps humain, au talent de généraliser, Barthez joignait une érudition prodigieuse et possédait presque toutes les langues de l’Europe. En médecine, il peut être considéré comme le chef des doctrines spiritualistes de l’école de Montpellier. Lorsqu’il parut, la doctrine hippocratique était presque abandonnée ; les physiologistes expliquaient la plupart des fonctions humaines par des lois physiques ou chimiques. Barthez renonça à ces explications purement chimiques ou mécaniques et reconnut la nécessité d’admettre, pour expliquer les phénomènes physiologiques, une force spéciale, distincte des propriétés générales de la matière et qui peut même quelquefois les combattre, qu’il appelait le principe vital de l’homme.

## Principaux ouvrages

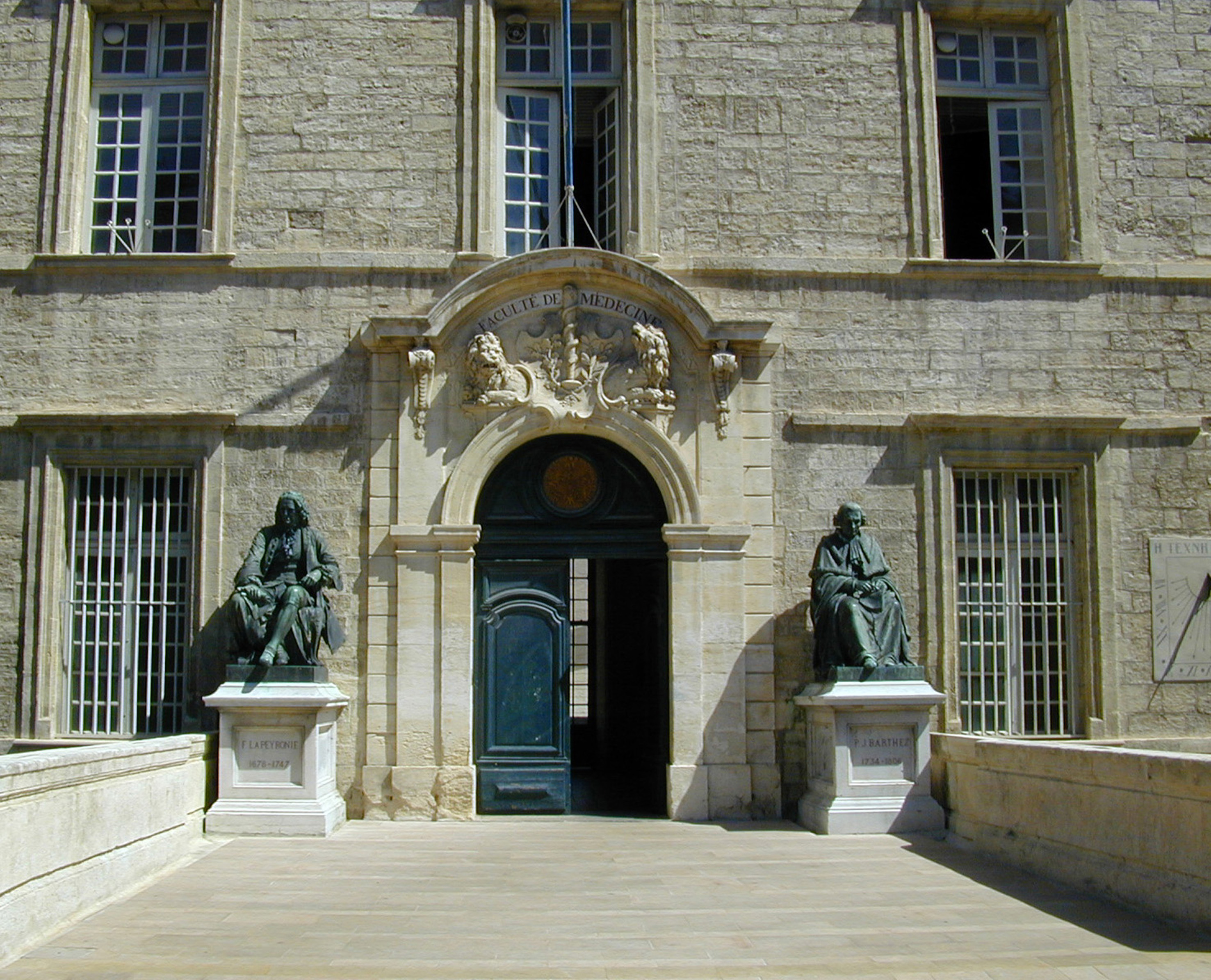
Statues de Barthez et Lapeyronie devant la faculté de médecine de Montpellier.

- (la) Oratio academica de principio vitali hominis (1772)
- Nouveaux Éléments de la science de l’homme (1778)
- Essai d’une nouvelle méchanique des mouvemens progressifs de l’homme et des animaux (1782). Nouvelle édition : Nouvelle Méchanique des mouvements de l’homme et des animaux (1798) Texte en ligne
- Discours sur le génie d’Hippocrate (1801)
- Traité des maladies goutteuses (1802)

### Publications posthumes
- Consultations de médecine de M. Barthez (2 volumes, 1807)
- Théorie du beau dans la nature et les arts (1807) Texte en ligne
- Mémoires sur le traitement méthodique des fluxions et sur les coliques iliaques qui sont essentiellement nerveuses (1816)
- Cours théorique et pratique de matière médicale-thérapeutique sur les remèdes altérans, de P.-J. de Barthez, recueilli et mis au jour avec un Discours préliminaire et des notes additionnelles par M. J. Seneaux, suivi d’un cours de remèdes évacuans (2 volumes, 1821)

### Manuscrit
- Extrait des leçons de thérapeutiques faites par M. Barthez, professeur royal de l’université de Montpellier (v. 1790) Texte en ligne

## Iconographie
- 1826  -  Paul-Joseph Barthez ; Buste à la française, en terre cuite sur piédouche par Jean-François Legendre-Héral (1796-1851), dim. non prises ; conservé à l'université Montpellier-1, deux copies à l'identique au musée Atger et dans le hall de la faculté de médecine.  Classé MH (2008)
- 1864 - Paul-Joseph Barthez ; Statue en bronze par Alphonse Lamy (1822-1867), fondeur Barbedienne, parvis de la faculté de médecine de Montpellier.  Classé MH (2004)